# Patrick Küng
Patrick Küng (* 11. Januar 1984 in Mühlehorn) ist ein ehemaliger Schweizer Skirennfahrer. Er war auf die Disziplinen Abfahrt und Super-G spezialisiert. Seinen grössten Erfolg erzielte er 2015 mit dem Weltmeistertitel in der Abfahrt.

## Biografie

### Juniorenzeit und Etablierung
Küng bestritt seine ersten FIS-Rennen im Dezember 1999 und wurde 2001 in das Junioren-Kader des Schweizer Skiverbandes aufgenommen. Einen ersten internationalen Erfolg erzielte er mit dem Sieg im Slalom beim European Youth Olympic Festival 2001. Im Februar 2002 nahm er erstmals an einem Europacuprennen teil, ging aber erst ab der Saison 2004/05 regelmässig an den Start. Im Februar 2004 nahm Küng an den Juniorenweltmeisterschaften in Maribor teil und belegte als bestes Ergebnis den vierten Platz im Riesenslalom. Sechs Wochen danach wurde er bei den Schweizer Meisterschaften 2004 Dritter in der Kombinationswertung. Am 24. November 2004 erreichte Küng mit Platz acht im KO-Slalom in der Skihalle von Landgraaf erstmals eine Top-10-Platzierung im Europacup. Die zweite gelang ihm am 2. Februar 2006 mit Platz sechs in der Super-Kombination von Veysonnaz.
Wenig später erlitt Küngs Karriere jedoch einen schweren Rückschlag: Am 8. März 2006 zog er sich im Riesenslalomtraining schwere Beinverletzungen zu und konnte deshalb in der gesamten Saison 2006/07 keine Rennen bestreiten. Seit seiner Verletzung ist er vor allem in den schnellen Disziplinen Abfahrt und Super-G erfolgreich. In seiner Comebacksaison 2007/08 erreichte er im Europacup zwei Top-10-Platzierungen. Den ersten Europacupsieg feierte er am 17. Dezember 2008 in der Abfahrt am Patscherkofel, und einen Monat später konnte er beide Abfahrten in Les Orres gewinnen. Mit diesen Erfolgen sicherte er sich den Gewinn der Abfahrtswertung in der Saison 2008/09 und den Aufstieg in den Schweizer A-Kader.

### Erfolge im Weltcup und Weltmeistertitel
Seinen ersten Start im Weltcup hatte Küng am 16. Januar 2009 in der Super-Kombination von Wengen, wo er den 19. Platz belegte und auf Anhieb die ersten Weltcuppunkte holte. Nach drei punktelosen Rennen fuhr er am 7. März in der zweiten Abfahrt von Kvitfjell auf Rang 22. Kurz darauf wurde er hinter Tobias Grünenfelder Schweizer Vizemeister in der Abfahrt. Zu Beginn der Europacupsaison 2009/10 erreichte Küng die Plätze eins und zwei in den beiden Super-Gs auf der Reiteralm und am Saisonende den dritten Platz in der Disziplinenwertung. Am 10. März 2010 fuhr er in einem Weltcuprennen erstmals aufs Podest, als er beim Weltcupfinal in Garmisch-Partenkirchen zeitgleich mit Erik Guay Dritter wurde. Seine besten Weltcupergebnisse waren zuvor zwei elfte Plätze in der Saison 2009/10 gewesen. Neun Tage später wurde er erstmals Schweizer Abfahrtsmeister.
In der Saison 2010/11 fuhr Küng in sieben Weltcuprennen (fünf Abfahrten und zwei Super-G) unter die schnellsten zehn. Bestes Ergebnis war der vierte Platz in der Abfahrt von Bormio am 29. Dezember 2010. Eine Woche später stürzte er beim Super-G-Training in Saalbach-Hinterglemm, worauf er die Rennen in Wengen versäumte. An der mannschaftsinternen Qualifikation für die WM-Abfahrt in Garmisch-Partenkirchen konnte er krankheitsbedingt nicht teilnehmen, weshalb er bei den Weltmeisterschaften 2011 zu keinem Einsatz kam. Drei Top-10-Plätze erzielte Küng im Winter 2011/12, wobei er als Zweiter der Abfahrt von Bormio zum zweiten Mal auf dem Podest stand und sein bisher bestes Weltcupergebnis erreichte. Die Saison war für ihn Ende Februar jedoch vorzeitig zu Ende, nachdem er bei einem Sturz im Super-G von Crans-Montana einen Kreuzbandriss im linken Knie erlitten hatte.
In der Saison 2013/14 siegte Patrick Küng am 7. Dezember 2013 im Super-G von Beaver Creek zum ersten Mal bei einem Weltcuprennen. Am 18. Januar 2014 gewann er seine erste Abfahrt, am Lauberhorn in Wengen. Wegen des starken Windes im oberen Streckenteil war diese in verkürzter Variante gefahren worden. Zu Beginn der Saison 2014/15 gelang es Küng zunächst nicht, an die Leistungen des Vorwinters anzuknüpfen. Nachdem er in drei Rennen ausgeschieden war, fuhr er am Lauberhorn auf den vierten Platz (gleichbedeutend mit dem besten Weltcupergebnis in diesem Jahr). Im ersten Rennen der Weltmeisterschaften 2015 in Vail/Beaver Creek, dem Super-G, fuhr er lediglich auf den 16. Platz. Unter diesen Umständen eher unerwartet gewann er zwei Tage später, am 7. Februar 2015, die Abfahrts-Goldmedaille vor Travis Ganong und Beat Feuz.
Im Sommer 2015 erlitt Küng eine Verletzung an der Patellasehne des linken Knies und konnte mehrere Monate lang nicht trainieren. Zwar klassierte er sich am 4. Dezember als Neunter der Abfahrt von Beaver Creek, danach waren seine Ergebnisse jedoch bedeutend schlechter. Schliesslich erklärte er am 8. Januar 2016 den vorzeitigen Abbruch der Saison.
Küng konnte wieder in die Saison 2016/17 starten, wobei ihm schon in der Abfahrt am 3. Dezember in Val-d’Isère ein siebter Platz gelang. Danach waren die Resultate aber grösstenteils nicht zufriedenstellend. Auch im Super-G bei den Weltmeisterschaften 2017 in St. Moritz konnte er lediglich Rang 22 erreichen, so dass Rang 4 in der Abfahrt eine Überraschung bedeutete, wobei er (zeitgleich mit Kjetil Jansrud) die Bronzemedaille um zwei Hundertstelsekunden verpasste. Für die Saison 2017/18 wurde Patrick Küng nicht mehr für das Nationalteam nominiert und fand sich vorerst im A-Kader wieder. Nach einem Trainingssturz in Wengen gab Küng am 23. Januar 2019 sein Karriereende bekannt.

## Erfolge

### Olympische Spiele
- Sotschi 2014: 12. Super-G, 15. Abfahrt

### Weltmeisterschaften
- Schladming 2013: 7. Abfahrt, 18. Super-G
- Vail/Beaver Creek 2015: 1. Abfahrt, 16. Super-G
- St. Moritz 2017: 4. Abfahrt, 22. Super-G

### Weltcup
- 5 Podestplätze, davon zwei Siege:

| Datum            | Ort          | Land    | Disziplin |
| ---------------- | ------------ | ------- | --------- |
| 7. Dezember 2013 | Beaver Creek | USA     | Super-G   |
| 18. Januar 2014  | Wengen       | Schweiz | Abfahrt   |

### Weltcupwertungen
| Saison  | Gesamt | Gesamt | Abfahrt | Abfahrt | Super-G | Super-G | Kombination | Kombination |
| Saison  | Platz  | Punkte | Platz   | Punkte  | Platz   | Punkte  | Platz       | Punkte      |
| ------- | ------ | ------ | ------- | ------- | ------- | ------- | ----------- | ----------- |
| 2008/09 | 113.   | 21     | 47.     | 9       | –       | –       | 36.         | 12          |
| 2009/10 | 40.    | 196    | 16.     | 150     | 29.     | 35      | 41.         | 11          |
| 2010/11 | 33.    | 262    | 11.     | 210     | 24.     | 52      | –           | –           |
| 2011/12 | 44.    | 213    | 20.     | 171     | 33.     | 42      | –           | –           |
| 2012/13 | 56.    | 131    | 27.     | 88      | 24.     | 43      | –           | –           |
| 2013/14 | 10.    | 562    | 5.      | 307     | 3.      | 255     | –           | –           |
| 2014/15 | 21.    | 384    | 8.      | 280     | 18.     | 104     | –           | –           |
| 2015/16 | 101.   | 56     | 33.     | 44      | 48.     | 12      | –           | –           |
| 2016/17 | 56.    | 126    | 20.     | 114     | 42.     | 12      | –           | –           |
| 2017/18 | 87.    | 51     | 27.     | 51      | –       | –       | –           | –           |
| 2018/19 | 116.   | 23     | 40.     | 23      | –       | –       | –           | –           |

### Europacup
- Saison 2008/09: 6. Gesamtwertung, 1. Abfahrt
- Saison 2009/10: 3. Super-G
- 5 Podestplätze, davon 4 Siege:

| Datum             | Ort           | Land       | Disziplin |
| ----------------- | ------------- | ---------- | --------- |
| 17. Dezember 2008 | Patscherkofel | Österreich | Abfahrt   |
| 28. Januar 2009   | Les Orres     | Frankreich | Abfahrt   |
| 28. Januar 2009   | Les Orres     | Frankreich | Abfahrt   |
| 9. November 2009  | Reiteralm     | Österreich | Super-G   |

### Juniorenweltmeisterschaften
- Maribor 2004: 4. Riesenslalom, 6. Super-G, 19. Abfahrt

### Weitere Erfolge
- 1 Schweizer Meistertitel (Abfahrt 2010)
- Sieg im Slalom beim European Youth Olympic Festival (EYOF) 2001
- 5 Siege in FIS-Rennen (3× Slalom, 1× Super-G, 1× Abfahrt)